# Djustice Sears-Duru
Pour les articles homonymes, voir Sears (homonymie) et Duru.

a Compétitions nationales et continentales officielles uniquement.

b Matchs officiels uniquement.
Dernière mise à jour le 5 août 2025.
Djustice Sears-Duru, né le 24 mai 1994 à Edmonton (Province de l'Alberta, Canada), est un joueur international canadien de rugby à XV évoluant au poste de pilier gauche (1,85 m pour 119 kg).

## Biographie

### Jeunesse et formation
Djustice Sears-Duru, surnommé simplement "DJ", naît à Edmonton mais grandit à Oakville au Canada. Son père est originaire du Nigeria tandis que sa mère est anglaise, ils sont tous les deux des footballeurs talentueux. Il commence alors tout naturellement la pratique du football également et pratique également le taekwondo ainsi que le karaté étant amateur de sports de contact. Étant plutôt grand pour son âge, ses entraîneurs de football veulent le surclasser avec des joueurs trois ans plus âgés que lui, sa mère décide alors de lui trouver un autre sport.
Il découvre donc le rugby à XV, à l'âge de onze ans, pour les Oakville Crusaders, avec eux il entreprend une tournée internationale, alors âgé de treize ans, où il affronte notamment Anthony Watson futur joueur de l'Angleterre. Il est notamment retenu par les Ontario Blues, une sélection provinciale, en catégorie des moins de 14 ans, 15 ans et moins de 16 ans,.
Par la suite, il fait partie de l'Academy (centre de formation) des Leicester Tigers, durant deux ans, avec qui il dispute le championnat d'Angleterre des moins de 18 ans,.
Il évolue au poste de pilier gauche.
Côté études, il est scolarisé dans la Abbey Park High School (en) avec qui il joue pour l'équipe de rugby de l'établissement,, les Abbey Park Eagles, il remporte notamment le premier championnat nommé Halton junior boys' rugby Division 1 de l'école en inscrivant un doublé décisif en final. Ensuite, il est diplômé dans la Shawnigan Lake School (en) en 2011 où il joue également au rugby là-bas mais pratique aussi le basket-ball ainsi que le saxophone,,. Par la suite, il rejoint le Camosun College (en) en 2013-2014 et enfin l'université du Hertfordshire.

### En club
Djustice Sears-Duru commence sa carrière senior en rejoignant la Nouvelle-Zélande où il joue pour North Otago dans le Heartland Championship en 2014 durant une saison,. Cependant, il se blesse à la jambe et manque la fin de saison.
Puis, il rentre au Canada pour évoluer avec son ancien club des Oakville Crusaders, mais aussi avec le club de Castaway Wanderers RFC dans la British Columbia Premier League (en) et il est également retenu par les Ontario Blues pour participer au Championnat provincial du Canada,, avec qui il remporte la compétition en 2015 (en).
Par la suite, il rejoint les Glasgow Warriors, en Écosse, à partir de mars 2016 pour un contrat de courte durée jusqu'à la fin de la saison après avoir impressionné l'entraineur Gregor Townsend, durant l'été précédent, lorsque Glasgow a affronté la sélection canadienne. Finalement, son contrat est prolongé pour toute la saison 2016-2017. Durant la saison, il évolue principalement avec le club d'Ayr RFC, en prêt,, en Scottish Premiership, lorsqu'il n'est pas retenu avec les Warriors, avec qui il est notamment champion d'Écosse,,. Il prend seulement part à quatre rencontres avec Glasgow, toutes dans le Pro12. Après la saison, en mai, il rejoint le Canada et rejoue avec les Ontario Blues.
Durant l'été 2017, il rejoint la deuxième division anglaise avec le club d'Ealing Trailfinders. Il ne dispute que six rencontres durant sa seule saison en Angleterre. Vers l'été 2018, il rejoue à nouveau avec les Ontario Blues, il remporte la dernière édition du championnat provincial en 2018 (en). Puis, en septembre il dispute un match amical avec l'équipe canadienne des Ontario Arrows (futurs Arrows de Toronto).
Finalement, il signe avec les Seawolves de Seattle pour la saison 2019 de la Major League Rugby. Il remporte le championnat dès sa premier année, étant titulaire lors de la finale. Il dispute les deux saisons suivantes avec cette équipe.
Pour la saison 2022 de la Major League Rugby, il rejoint les Giltinis de Los Angeles où il retrouve plusieurs de ses coéquipiers en sélection canadienne dont DTH van der Merwe.
En décembre 2022, il est annoncé qu'il rejoint la franchise de la Legion de San Diego pour la saison 2023 de la Major League Rugby. Avec son équipe, il participe notamment à la finale de la compétition mais ils sont défaits en finale par le Free Jacks de la Nouvelle-Angleterre. Durant la saison, il dispute treize matchs avec sa nouvelle équipe mais seulement deux en tant que titulaire. En octobre 2023, il voit son contrat être prolongé par son équipe pour la saison 2024 de la Major League Rugby.
À l'issue de la saison 2025 de la Major League Rugby (en), sa franchise de la Legion de San Diego disparaît en fusionnant avec le RFC Los Angeles pour former une nouvelle entité.

### En équipe nationale
Djustice Sears-Duru fait tout d'abord partie des sélections de jeunes des moins de 17 ans du Canada durant deux ans, avant d'être sélectionné par l'équipe des moins de 20 ans pour participer aux éditions 2013 (en), où il est surclassé et finaliste, et 2014 (en) du Trophée mondial des moins de 20 ans.
À l'âge de dix-neuf ans, il obtient sa première cape internationale avec l'équipe du Canada, devenant le troisième plus jeune canadien à réussir cette performance, le 23 novembre 2013 à l'occasion d'un match contre l'équipe du Portugal à Lisbonne (Portugal).
En 2015, il fait son retour en sélection en étant tout d'abord convoqué pour participer à la Pacific Nations Cup, où il est l'auteur de bonnes performances malgré les quatre défaites en autant de matchs de son équipe. Par la suite, il est retenu dans le groupe canadien par le sélectionneur Kieran Crowley pour participer à la Coupe du monde, il est notamment le plus jeune joueur de l'effectif avec ses vingt-et-un an. Il dispute les quatre rencontres de sa sélection.
Quelques mois après la Coupe du monde, il est retenu pour participer à la première édition de l'Americas Rugby Championship au printemps 2016. Il prend part aux cinq rencontres et les canadiens terminent à la troisième place de la compétition,. L'été suivant, il est convoqué pour les tests estivaux. Durant la première rencontre, face au Japon, il se voit refuser l'essai de la victoire en étant stoppé sur la ligne d'en-but japonaise.
En 2017, il participe de nouveau à l'Americas Rugby Championship avant d'être sélectionné pour les tests estivaux et surtout pour les qualifications de la zone Amériques pour la Coupe du monde 2019 durant l'été également,. Durant les matchs aller-retour face aux États-Unis, ils ne parviennent pas à remporter de matchs, faisant match nul puis perdant lourdement lors de la rencontre suivante.
Au mois de janvier 2018, ils doivent alors affronter l'Uruguay pour tenter de gagner leur place directement pour la prochaine Coupe du monde, Djustice Sears-Duru est retenu dans ce groupe pour la double confrontation. Il dispute les deux rencontres mais le Canada s'incline les deux fois et doit passer par un tournoi de repêchage pour avoir une dernière chance de qualification. Ce tournoi se déroule en novembre de la même année, il est sélectionné et dispute les trois rencontres face au Kenya, l'Allemagne, puis Hong Kong où les Canadiens remportent les trois matchs sans trop de difficultés et réussissent donc à se qualifier pour la compétition planétaire.
Durant l'été 2019, il est tout d'abord appelé pour la Pacific Nations Cup, avant que le sélectionneur canadien le retienne pour la Coupe du monde 2019.
En 2021, il est sélectionné pour la tournée estivale, avant de prendre part aux qualifications de la zone Amériques pour la Coupe du monde 2023 face aux États-Unis où les Canucks remportent la première manche 34 à 21, mais s'inclinent 38-16 lors de la deuxième manche et sont donc battus 59 à 50 avec les scores cumulés. Le mois suivant, ils affrontent alors le Chili, sur deux rencontres, mais malgré une victoire lors du premier test, ils s'inclinent lors du second plus largement donnant un score final cumulé de 54 à 46 en faveur des Chiliens, les Canadiens vont manquer la Coupe du monde pour la première fois de leur histoire. Djustice Sears-Duru participent à ces quatre rencontres en tant que titulaire. Quelques semaines plus tard, il est sélectionné pour la tournée automnale en Europe.
Durant l'année suivante, il est encore appelé pendant l'été puis à l'automne,,.
Lors de l'été 2023, il est retenu avec le Canada pour disputer des test-matchs contre les Tonga qui préparent la Coupe du monde 2023, il est remplaçant lors du premier test-match, ainsi que lors du second. Pendant l'automne suivant, il est de nouveau convoqué pour effectuer une tournée en Espagne. Il est titularisé, pour la première rencontre de cette tournée, face à l'Espagne mais il se blesse et fait sa sortie du terrain au bout d'une quinzaine minute de jeu.
Fin juin 2024, il fait son retour en sélection pour les tests estivaux. Puis, il est retenu pour la Coupe des nations du Pacifique.

## Palmarès

### En club
- Finaliste de la Lochore Cup en 2014 avec la North Otago.
- Vainqueur du Championnat provincial du Canada en 2015 (en) et 2018 (en) avec les Ontario Blues.
- Vainqueur du Championnat d'Écosse en 2017 avec Ayr RFC.
- Vainqueur de la British and Irish Cup en 2018 avec Ealing Trailfinders.
- Vainqueur de la Major League Rugby en 2019 avec les Seawolves de Seattle.
- Finaliste de la Major League Rugby en 2023 avec la Legion de San Diego.

### En sélection
- Finaliste du Trophée mondial des moins de 20 ans en 2013 (en) avec l'équipe du Canada des moins de 20 ans.

## Statistiques en équipe nationale
- 70 sélections (31 fois titulaire, 39 fois remplaçant), trois essais marqués, 15 points.
- Sélections par année : 1 en 2013, 11 en 2015, 10 en 2016, 11 en 2017, 11 en 2018, 8 en 2019, 8 en 2021, 4 en 2022, 3 en 2023, 3 en 2024.

En Coupe du monde :
- 2015 : 4 sélections (Irlande, Italie, France, Roumanie).
- 2019 : 3 sélections (Italie, Nouvelle-Zélande, Afrique du Sud).